# Список хакерських груп

## Список хакерських груп
До списку (неповного) відомих хакерських груп включені (за алфавітом):
- 414s — група хакерів, яка здобула популярність на початку 1980-х років, як група друзів і комп'ютерних хакерів, що зламали десятки комп'ютерних систем, в тому числі: Los Alamos National Laboratory, Memorial Sloan-Kettering Cancer Center (MSKCC) та Security Pacific Bank[1];
- APT27 — хакерська група (скороч. - Advanced Persistent Threat) з Китаю, яка за повідомленням BleepingComputer, у липні 2024 року провела серію цілеспрямованих кібератак на системи, які використовують російські державні установи та IT-компанії[2];
- APT31 — хакерська група з Китаю, яка за повідомленням BleepingComputer, у липні 2024 року провела серію цілеспрямованих кібератак на системи, які використовують російські державні установи та IT-компанії[2];
- APT40 — хакерська група, підтримувана Китаєм, яка зловживала вразливістю нульового дня WinRAR[3];
- APT43 — хакерська група, що становить постійну підвищену загрозу та діє в інтересах уряду КНДР[4][5];
- Anonymous — група хакерів, що організувалась в 2003 році;
- Anonymous Sudan — хакерська група, відповідальна за серію збоїв у роботі компанії Microsoft на початку червня 2023 року та атаку цілей в Ізраїлі, Швеції, США та інших країнах[6][7]. Взяла на себе відповідальність за атаку 9 листопада 2023 року на чат-бот ChatGPT розроблений компанією OpenAI[8][9];
- BlackSuit — хакерська група, що здійснювала постійні атаки на найважливіші об'єкти американської інфраструктури. Загалом з 2022 року кіберзлочинці заробили понад $370 млн у вигляді викупів[10];
- Bluenoroff — хакерське угпупування під керівництвом розвідки КНДР (RGB), діяльність якого зосереджена на фінансових установах з метою викрадення величезних сум через підроблені транзакції. За деякими даними, лише за допомогою криптовалютних атак вони змогли викрасти понад $1 млрд[11]. За підрахунками експертів, у 2024 році північнокорейські зловмисники викрали близько $1,34 млрд, що на майже 103 % більше, ніж показник минулого року. Крім того, ця сума становить 61 % від загального числа викрадених активів за рік внаслідок всіх зафіксованих аналітиками інцидентів[12];
- Callisto Group/Cold River («Холодна річка»)[13][14] та Star Blizzard — російські кіберзлочинні хакерські групи, які працюють від імені ФСБ Росії та займаються зламом комп’ютерів у США і країнах-союзниках з метою викрадення  інформації, яка використовувалася, серед іншого, в операціях для впливу на вибори у Великій Британії 2019 року[15][16]. Також в 2024 році здійснювали спроби хакерських атак на урядові установи, включно із Держдепом та Пентагоном[17].
- Chaos Computer Club — група, що базується  в Німеччині та інших німецькомовних країнах. Відомий серед старших хакерів.
- Cicada 3301 — група хакерів і криптографів, які вербували громадськість три рази в період з 2012 по 2014 рік шляхом складних головоломок і хакерським сміттєвим полюванням[18][19][20][21];
- Conti — російська хакерська група, яка з 2020 року займається кібервимаганням[22][23];
- Cozy Bear (або APT29) — група хакерів, яку пов’язують зі спецслужбами РФ, що в 2025 році обманом намагалася змусити європейських дипломатів завантажити шкідливе програмне забезпечення[24];
- Croatian Revolution Hackers — цій неіснуючій в даний час групі хорватських хакерів приписують одні з найбільших атак, що мали місце на Балканах;
- Cult of the Dead Cow — також відомі, як cDc або cDc Communications, це комп'ютерні хакери і саморобна медіа-організація, яка була заснована в 1984 році в м. Лаббок, штат Техас (США);
- CyberVor — група російських хакерів, відповідальних за вчинення великого викрадення в 2014 інтернет-паролів. Базуються на півдні центральної Росії, в Казахстані та Монголії;
- Cyber Sword — всесвітня група хакерів, які атакують сайти Росії та Ірану;
- Dark Storm — пропалестинська група хакерів, яка взяла на себе відповідальність за кібератаку на соцмережу 𝕏 у березні 2025 року[25][26][27];
- Decocidio#Ө — це анонімна, автономна група хактивістів, які є частиною угрупування  Earth First!, це радикальна екологічна організація, яка організовувала акцію "Climate Justice Action";
- DERP — хакерська група, яка атакувала кілька ігрових сайтів в кінці 2013 року;
- Digital DawgPound (DDP) — група хакерів, найвідоміша серією статей у хакерських журналах, таких як "2600: The Hacker Quarterly" та "Make", довготривала веб-трансляція Binary Revolution Radio та дуже активний набір форумів з повідомленнями від відомих хакерів.
- FinnSec Security — фінська хакерська група, відповідальна за напад на парламент Фінляндії і Міністерство оборони Фінляндії в 2016 році;
- Global kOS — група хакерів "Сірий капелюх" (або "Чорний капелюх"), яка була активна з 1996 по 2000 рік;
- GlobalHell — група хакерів, що складалась з близько 60 осіб. Група розпалася в 1999 році, коли 12 членів були притягнуті до відповідальності за проникнення в комп'ютерну систему, а 30 - за дрібні правопорушення;
- Equation Group — група підозрювана в атаках на Агентство національної безпеки США (АНБ);
- Goatse Security (GoatSec) — дев'ять осіб з хакерської групи "Сірий капелюх", які спеціалізувались на виявленні недоліків в безпеці;
- Hacking Team — італійська компанія з інформаційних технологій (м. Мілан), яка продавала можливості для нападу вторгнення та спостереження урядам, правоохоронним органам та корпораціям;
- Hackweiser — хакерська група, яка зламувала підземки та журнали, заснована в 1999 році;
- Honker Union — це відома хактивістська група, в основному розміщена на материковому Китаї, члени якої здійснювали серію атак на вебсайти в Сполучених Штатах, в основному на сайти пов'язаних з державою;
- UA25 — хакерська група, яка була заснована на початку 2024 року. Показала себе на сторінках РФ, та перша група, яка привітала свого президента на сайтах шляхом проникнення до сервісу;
- IntelBroker — група хакерів, яка в червні 2024 року заявила про злом серверів корпорації Apple та викрадення вихідного коду декількох внутрішніх інструментів компанії (AppleConnect-SSO; Apple-HWE-Confluence-Advanced та AppleMacroPlugin)[28];
- IT Army of Ukraine — група хакерів, яка з'явилася 26 лютого 2022 року та займаються атаками на сайти Росії та Білорусі[29];
- Kimsuky — хакерське угрупування, що діє під керівництвом розвідки КНДР (RGB) та націлене на уряди та дипломатичні структури, збираючи інформацію за допомогою фішингу та зламу облікових записів електронної пошти. Основною метою цієї групи є збирання розвідданих для політичних і військових цілей КНДР[11].
- Lapsus — хакерське угрупування, від діяльності якого, в період з серпня 2020 року по вересень 2022 року постраждали телекомунікаційна компанія, виробник комп'ютерних деталей, ігрові компанії та інші[30];
- Lazarus Group — елітарна команда хакерів, що пов’язана з владою КНДР та діє під керівництвом розвідки КНДР (RGB), яка  стала відомою завдяки атаці на Sony Pictures у 2014 році та зламам банків по всьому світу, також діє на користь північнокорейської ядерної програми[11][31][32];
- L0pht — хакерський колектив, активний в період між 1992 і 2000 роками в районі Бостону, штат Массачусетс (США);
- Legion of Doom;
- Level Seven — hacking group during the mid to late 1990s. Eventually dispersing in early 2000 when their nominal leader "vent" was raided by the FBI on February 25, 2000;
- Lizard Squad — hacking group known for targeting the PlayStation Network and Xbox Live services;
- LulzSec — group of hackers originating and disbanding in 2011 that claimed to hack "for the lulz". Currently broken up;
- Mazafaka — hacker group;
- Masters of Deception, initial membership grew from meetings on Loop-Around Test Lines;
- milw0rm — група хактивістів, найбільш відома своїм проникненням в Центр ядерних досліджень імені Бхабха (BARC) в Мумбаї (Індія);
- NCPH — китайська хакерська група, заснована в Зіґонґу в провінції Сичуань;
- Moze DDOS??? — група хакерів, які атакують сайти Росії з жовтня 2022 року;
- Mustang Panda — китайська хакерська група, що заражала вірусом пристрої через USB-порти. Розповсюджений вірус використовувався для шпигунства та збору інформації та був виявлений на пристроях у понад 170 країнах світу[33];
- OurMine — хакерська група яка зламувала YouTub і Twitter акаунти знаменитостей міркувань "безпеки";
- P.H.I.R.M. — рання хакерська група, яка була заснована на початку 1980-х років;
- RedHack — соціалістична група хакерів, що розміщена в Туреччині, заснована в 1997 році вони, як правило, нападали на вебсайти турецького уряду і стали причиною витоку секретних документи турецького уряду;
- Salt Typhoon — хакерська група з Китаю, діяльність якої в 2024 році була націлена на мережу дев'яти американських провайдерів широкосмугового доступу, зокрема AT&T, Verizon, Lumen та інших, в інтересах уряду КНР[34][35], а також група, яка, ймовірно, зламала телефони колишнього президента США Дональда Трампа та його кандидата у віцепрезиденти сенатора Джеймса Ді Венса[36];
- ScarCruft — елітарна команда хакерів, що пов’язана з владою КНДР та діє на користь північнокорейської ядерної програми[31][32];
- SiegedSec — хакерська група, яка в 2023 році атакувала НАТО, Центр ядерних досліджень США, Національну лабораторію Айдахо (INL), які стали жертвами витоку конфіденційної інформації[37];
- Storm-0978 — російська хакерська група, яка займається вимаганням, здирництвом, а також співпрацює зі спецслужбами. Згідно повідомлення на сайті Microsoft, хакери з цього угрупування запустили фішингову кампанію, в результаті чого під загрозою втрати логінів та паролів опинились державні відомства у сфері оборони. Викрадення реалізовувались через документи Word, які були якимось чином пов'язані зі Світовим Конгресом Українців[38];
- Syrian Electronic Army — це група, яка взяла на себе відповідальність за злам або інше перешкоджання десяткам сайтів, які як вони стверджують, поширювали новини, ворожі сирійському уряду або фейкові новини;
- TeaMp0isoN — group of black-hat computer hackers established in mid-2009;
- TeslaTeam — group of black-hat computer hackers from Serbia established 2010;
- TESO — група хакерів, що розміщувалась в Австрії, яка була активна в основному в період з 1998 по 2004 рік;
- Twill Typhoon — китайська хакерська група, що заражала вірусом пристрої через USB-порти. Розповсюджений вірус використовувався для шпигунства та збору інформації та був виявлений на пристроях у понад 170 країнах світу[33];
- The Unknowns — група хакерів білих капелюхів, які експлуатували багато гучних вебсайтів і були дуже активним в 2012 році, коли група була заснована і розформований;
- UGNazi — хакерська група найбільш відома кількома нападами на урядові сайти США;
- Void Arachneis — хакерська група, яка діє на китайському ринку та поширює шкідливе програмне забезпечення (шкідливе ПЗ) через інструменти VPN[39];
- YIPL/TAP (Youth International Party Line or Technological Assistance Program) — рання організація з публікації телефонних фриків, яка була створена в 1970-х роках активісткою Еббі Гофман;
- Xbox Underground — міжнародна група, відповідальна за злом розробників ігор в тому числі Microsoft;
- Рух кіберактивістів Білорусі.

## Проросійські хакерські угрупування

### 2023
Згідно Звіту Q1 2023 «Системи виявлення вразливостей і реагування на кіберінциденти та кібератаки», оприлюдненого Державною службою спеціального зв'язку та захисту інформації України (Держспецзв'язку України), до проросійських хакерських угрупувань віднесені:
- XakNet;
- NoName057(16);
- RussianHackersTeam;
- RaHDit;
- Free Civillian.

За І півріччя 2023 року, згідно аналітичного звіту Держспецзв'язку України, найбільш активними російськими кібертерористичними хакерськими упугрупованнями були: 
- UAC-0010 (Gamaredon/ФСБ);
- UAC-0056 (ГРУ);
- UAC-0028 (APT28/ГРУ)[43][44];
- UAC-0144/UAC-0024/UAC-0003 (Турла/ГРУ);
- UAC-0029 (APT29/СВР);
- UAC-0109 (Заря);
- UAC-0100;
- UAC-0106 (XakNet);
- UAC-0107 (CyberArmyofRussia).

Протягом 2023 року, хакерську активність проявили також російські хакерські групи:
- Sandworm (з англ. Піщаний хробак) або ж UAC-0082 — російська хакерська група, що часто працює в тіні. Західна розвідка раніше пов’язувала цю групу з атакою 2015 року, яка вивела з ладу енергосистему України, та ще з одним порушенням роботи української енергосистеми у 2023 році[45]. Згідно повідомлення Національного центру кібербезпеки Сполученого Королівства Великої Британії та Північної Ірландії (NCSC), за допомогою шкідливого програмного забезпечення під назвою Infamous Chisel здійснює масовий злам мобільних Android-пристроїв, які використовують українські військовослужбовці. Розробку шкідливого застосунку у британському оборонному відомстві приписують спеціалістами Головного центру спеціальних технологій ГРУ Генерального штабу РФ[46][47];
- Сонцепік (з рос. Солнцепек) — російська кіберзлочинна хакерська група, яка пов'язана з ГРУ[48] та яка взяла на себе відповідальність за кібератаку 12 грудня 2023 року на українського мобільного оператора «Київстар»[49][50];
- Чорна Баста — російська кіберзлочинна хакерська група, яка за 2023 рік на кібервимаганні заробила не менше $107 млн[23].

### 2024
28 січня, за повідомленням видання The Guardian, проросійські хакери з групи NoName057(16) заявили, що готуються атакувати український уряд, а саме група готується до атаки за допомогою інших хакерських угруповань, серед яких
- 22C;
- Skillnet;
- CyberDragon;
- Federal Legion;
- People’s Cyber Army;
- Phoenix.

На початку 2024 року, за повідомленням спеціалістів з кібербезпеки компанії Microsoft, за кібератаками, в тому числі і на Україну, стоять хакери, що працюють на російську військову розвідку:
- Cadet Blizzard — хакерське угрупування, яке співпрацює зі службою військової розвідки РФ. Основною ціллю атак зловмисників є Україна, втім хакери нерідко атакують і країни-члени НАТО. Саме ця група зловмисників відповідальна за атаки на веб-ресурси України, здійснені перед російським вторгненням до України у лютому 2022 року[52];
- Forrest Blizzard (Strontium) — хакерське угрупування, яке пов’язане з ГРУ РФ[53];
- Seashell Blizzard (Iridium) — хакерське угрупування, яке пов’язане з ГРУ РФ[53];
- Midnight Blizzard (Nobelium) — російське хакерське угрупування, яке 12 січня 2024 року та на початку березня 2024 року (повторно), здійснило атаку та зламало корпоративні мережі компанії Microsoft[54][55][56].

На початку червня, Держспецзв'язку попередила про наступну небезпеку:
- UAC-0020 (Vermin) — російське хакерське угрупування, яке провело атаку на Збройні Сили України з метою було викрадення різноманітної інформації. Кіберзлочинці застосовували шкідливе програмне забезпечення SPECTR для викрадення документів, файлів, паролів та іншої інформації. Також використовувався штатний функціонал синхронізації легітимного програмного забезпечення SyncThing[57]. Керівництво угрупуванням здійснюється співробітниками силових відомств тимчасово окупованого міста Луганська[58].

У період з 12 по 18 липня, урядова команда реагування на комп'ютерні надзвичайні події України CERT-UA зафіксувала сплеск активності: 
- UAC-0057 — білоруського хакерського угруповання, яке використовувало типову для них комбінацію шкідливої програми PICASSOLOADER та бекдору Cobalt Strike Beacon, розсилаючи документи-приманки зі шкідливими макросами. Виявлені документи свідчать про інтерес хакерів до фінансово-економічних показників, оподаткування, а також реформи органів місцевого самоврядування[59][60].

20 липня, за повідомленням цивільної гвардії МВС Іспанії, в цій країні зафіксовано діяльність:
- NoName057(16) — хакерського угруповання, яке здійснювало кібератаки проти країн НАТО з терористичною метою та підтримували Росію у війні проти України. Заарештовано трьох хакерів, в помешканнях яких були проведені обшуки. Повідомляється, що арешти відбулися на острові Майорка, а також у містах Уельва та Севілья на півдні країни. Іспанські правоохоронці стверджують, що хакери брали участь в атаках типу "відмова в обслуговуванні" (DDoS-атаках) на державні установи, критичну інфраструктуру і служби тих країн, «які зайняли проукраїнську позицію в контексті війни»[61].

26 липня Держспецзв’язку України опублікував наступне попередження:
- UAC-0102 — хакерське угрупування, яке імітує сайт Ukr.net для викрадення поштових акаунтів користувачів. Особливий інтерес для ворога становлять працівники державних органів, військовослужбовці, а також співробітники українських підприємств та організацій. Хакерське угруповання розповсюджує листи із вкладеннями у вигляді архівів, що містять HTML-файл. Відкривши файл, отримувач потрапляє на фішинговий сайт, вигляд якого імітує сторінку сервісу Ukr.net. Якщо ввести там свій логін та пароль, дані будуть надіслані зловмисникам, що призведе до компрометації акаунту[62].

15 жовтня урядова команда реагування на комп'ютерні надзвичайні події України CERT-UA зафіксувала сплеск активності:
- UAC-0050 — хакерського угрупування, яке протягом вересня-жовтня 2024 року, в результаті отримання несанкціонованого доступу до комп'ютерів бухгалтерів з використанням програмного забезпечення REMCOS/ТEKTONITRMS, здійснило не менше 30 спроб викрадення грошових коштів з рахунків українських підприємств та фізичних осіб-підприємців шляхом формування/підробки фінансових платежів через системи дистанційного банківського обслуговування. Окрім викрадення грошових коштів, діяльність згаданої групи також включає: викрадення інформації (кібершпигунство) та інформаційно-психологічні операції під «брендом» Fire Cells Group[63][64].

28 грудня, за повідомленням агентства Reuters, проросійське хакерське угрупування Noname057(16) атакувало близько десяти офіційних вебсайтів в Італії, зокрема сайт Міністерства закордонних справ Італії і двох міланських аеропортів, що призвело до тимчасового виходу цих ресурсів з ладу. 31 грудня, з посиланням на агентство AFP, NoName атакувало і вивело з ладу сайти декількох міст Франції.

### 2025
10 січня телефони, електронні пошти, вебсайти та спеціалізовані додатки урядових установ Швейцарії зазнали хакерської атаки. Інцидент був спричинений DDoS-атакою, під час якої зловмисники перевантажують сервери великою кількістю запитів, блокуючи доступ до онлайн-ресурсів. Це не перший випадок хакерських атак на швейцарські урядові сайти. У червні 2024 року під час конференції щодо України, яка проходила в Бюргенштоці, федеральні вебсайти вже ставали мішенню проросійських хакерів.
11 січня проросійська хакерська група Noname057(16) здійснила хвилю атак на вебсайти італійських міністерств та установ. За повідомленням італійського інформаційного агентства ANSA, внаслідок DDoS-атаки тимчасово припинено роботу кількох державних сайтів, зокрема поліції карабінерів, Військово-Морських та Повітряних Сил Італії. Також було атаковано сайти громадських транспортних компаній, таких як Atac у Римі, Amat у Палермо та Amt у Генуї.
На початку травня Держспецзв’язку України попередив про нові кластери загроз в електронному просторі:
- UAC-0180;
- UAC-0125 (з достатнім рівнем впевненості асоціюється з кластером UAC-0002 (APT44 aka Sandworm);
- UAC-0185 (UNC4221).

Взагалі, з 1 січня по 29 квітня (включно), CERT-UA опрацювала 2065 кіберінцидентів, що на 76 % більше, ніж було зафіксовано за аналогічний період 2024 року. Ця динаміка демонструє стійке нарощування масштабів кіберактивності, особливо у контексті війни та гібридних загроз.
8 травня Google оголосив попередження про нову хакерську загрозу з РФ. Кіберфахівці у блозі групи розвідки загроз компанії зазначили, що ідеться про шкідливий код, створений російським хакерським угрупуванням COLDRIVER, яке також ховається за іменами UNC4057, Star Blizzard та Callisto. Коли новий вірус LOSTKEYS, який походить з РФ, заражає систему, то у найлегшому випадку він отримує доступ до особистих даних користувача — до його контактів. Крім того, зафіксовані випадки, коди зловмисники отримували доступ до файлової системи. Подібні випадки зараження виявили у 2025 році тричі: у січні, березні та квітні. Жертвами ставали політики та урядовці країн-членів НАТО та України, співробітники громадських організацій, колишні працівники розвідки й дипломати.
10 липня Український сектор безпеки та оборони зіткнувся з кіберзагрозами від російських хакерів групи UAC-0001 або APT28, які використовують нову шкідливу програму Lamehug для атак на системи у владних структурах країни.
Станом на 25 липня Держспецзв’язку України повідомив, що від початку 2025 року Національна команда реагування на кіберінциденти, кібератаки, кіберзагрози CERT-UA фіксує в середньому близько 15 кіберінцидентів на день та відслідковує понад 150 кластерів кіберзагроз (UAC). У відомстві наголосили, що більшість кібератак здійснюють хакери, пов’язані з Росією. Зокрема, йдеться про:
- UAC-0010 або Gamaredon/Primitive Bear/Aqua Blizzard (одна з найбільших загроз);
- UAC-0184, UAC-0200 (спеціалізуються на атаках на військовослужбовців);
- UAC-0218/UAC-0219 (викрадення даних);
- UAC-0050, UAC-0006 (є найактивнішими фінансово вмотивованими кластерами) тощо.

З 14 по 17 липня, у межах операції Eastwood за координації Європолу і Євроюсту, відбулася масштабна міжнародна спецоперація проти проросійської кіберзлочинної групи NoName057(16). До спільних дій були залучені правоохоронні органи з понад 20 країн, серед яких Україна, США, Німеччина, Франція, Італія, Іспанія, Польща, Нідерланди, Канада, Швеція, Литва, Чехія, Естонія, Латвія, Румунія та інші. У результаті операції правоохоронці знешкодили понад 100 серверів по всьому світу, які становили основу інфраструктури NoName057(16). Також було видано сім міжнародних ордерів на арешт, зокрема шість Німеччиною та один Іспанією.